# Моммзен, Теодор
Кри́стиан Ма́ттиас Те́одор Мо́ммзен (нем. Christian Matthias Theodor Mommsen; 30 ноября 1817, Гардинг, Шлезвиг — 1 ноября 1903, Берлин) — немецкий историк, филолог-классик, юрист и политик фризского происхождения, лауреат Нобелевской премии по литературе 1902 года за труд «Римская история», почётный гражданин Рима. В 1868 году награждён медалью «Pour le Mérite».

## Биография
Теодор Моммзен родился в 1817 году в Гардинге, Шлезвиг, в семье лютеранского пастора Йенса Моммзена (1783—1851). Рос в городе Бад-Ольдесло, в приходе которого служил его отец. Начальное образование получил дома, но затем посещал четыре года гимназию Кристианиум в Альтоне. Там он изучал греческий и латынь и получил диплом в 1837 году. Поступил на юридический факультет Кильского университета и в 1843 году завершил учёбу блестящей защитой докторской диссертации по римскому законодательству.
Получив право на научную командировку, Моммзен 4 года путешествовал по Италии, изучая и копируя исторические источники, относящиеся к I тысячелетию до н. э. По результатам исследований он опубликовал серию статей, что сделало его имя известным в научных кругах и позволило продолжать начатую работу. За несколько поездок Моммзен, сначала один, затем с друзьями и учениками, собрал, обработал и систематизировал более 100 тысяч документов по истории Древнего Рима — их издание началось в 1863 году и было размещено в 20 томах.
Возвратившись в 1848 году в Киль, Моммзен принял участие в восстании против датских властей, так как Шлезвиг-Гольштейн тогда принадлежал Дании, и был ранен во время уличного сражения. После подавления восстания оставаться в Киле было опасно, и Моммзен принял приглашение Лейпцигского университета. Однако в 1851 году за повторное участие в политических выступлениях его лишили кафедры и запретили преподавание в Саксонии. Два года Моммзен читал лекции в Цюрихском университете, затем в Бреслау.
В 1858 году он навсегда переселился в Берлин и возглавил в Университете Фридриха Вильгельма кафедру древней истории. Многие годы был секретарём Берлинской академии наук и членом иностранных академий (в том числе почётным членом Петербургской Академии наук).
Одновременно с научной деятельностью продолжал заниматься политикой, избирался депутатом Палаты представителей Пруссии (в 1863—1866 и 1873—1879 годах) и германского рейхстага (в 1881—1884 годах), представляя Германскую прогрессистскую партию, национал-либералов и Либеральный союз. В конце жизни Моммзен выступил сторонником сближения двух либеральных партий «свободомыслящих» с социал-демократами. В своей статье, размещённой в 1902 году в «Nation» по поводу борьбы вокруг таможенного тарифа, он указывал на общность культурных задач социал-демократии и либерализма, противопоставляя их консерваторам и клерикалам как сторонникам застоя и реакции.
По своим политическим убеждениям Моммзен являлся либеральным националистом. Он в принципе выступал против антисемитизма, но видел, к примеру, решение «проблемы евреев» в их «ассимиляции с германской нацией». К славянским народам Моммзен относился довольно скептически, называя, например, чехов «варварами». Так, в 1897 году, в ответ на обострение чешского вопроса в Австро-Венгрии, венская газета «Neue Freie Presse» напечатала шовинистическое письмо Моммзена, в котором даже утверждалось, «что чешский череп если и недоступен для доводов логики, то вполне доступен для ударов». Известны также его довольно прохладные отзывы о России и российско-прусских отношениях второй половины XIX века, а также пренебрежительные оценки российской науки и образования, заслуги которых он всецело объяснял «влиянием немцев».
7 июля 1880 года в доме Моммзена произошёл пожар, и его библиотека была уничтожена. Четвёртый том его фундаментальной работы «Римская история» был очень испорчен, но не уничтожен полностью (на русском языке он был опубликован лишь в 2000 году).
У Теодора Моммзена и его жены Мари было шестнадцать детей. Их внук Теодор Эрнст Моммзен стал профессором-медиевистом в США. Другой внук, Вильгельм, тоже избрал стезю историка, оставшись в Германии. Дети последнего — близнецы Ханс и Вольфганг Моммзены — тоже были видными немецкими историками.
Оказал влияние на Эдуарде де Инохоса.

## Научная деятельность
Моммзен опубликовал свыше 1500 работ и установил новый подход в систематическом изучении римской истории.
Хотя и незаконченная, «Римская история», написанная ещё в начале карьеры, считалась главным трудом историка. Но в наше время более ценным считается Corpus Inscriptionum Latinarum — сборник римских записей, который он подарил Берлинской Академии.
«История Рима» опубликована в трёх томах, вышедших в 1854, 1855 и 1856 гг. В этой работе описана римская история до падения республики и начала правления Юлия Цезаря. Так как Моммзен очень уважал Цезаря, он не смог написать о его смерти. Моммзен сравнил политику Древнего Рима с состоянием государства в его время. Четвёртый том работы, в котором должна была быть описана история Рима времён империи, не был опубликован. При этом Моммзен опубликовал так называемый пятый том, в котором описывались римские провинции во время ранней империи.
В начале карьеры, когда Моммзен опубликовал записи Неаполитанского королевства (1852), у него уже была идея собрать все древние записи на латинском. Так появилась работа Corpus Inscriptionum Latinarum, составляющая шестнадцать томов. Пятнадцать из них появилось при жизни Моммзена, а пять из них автор написал самостоятельно.
Моммзен опубликовал фундаментальные сборники римского права Corpus Iuris Civilis и Codex Theodosianus. Он также сыграл важную роль в издании Monumenta Germaniae Historica, издании текстов Отцов Церкви и исследовании римского лимеса.

## Работы
- «Римская история» («Römische Geschichte»);
- «Римское государственное право» («Römisches Staatsrecht», 1871—1888 гг.): см. Моммзен Т. Римское государственное право: народный трибунат / пер. немецкого А. А. Павлова и Т. Е. Бондаревой // Историческое произведение как феномен культуры. Сыктывкар: СыктГУ, 2013. Вып. 8. С. 211—244.
- «Римское уголовное право» («Römisches Strafrecht», 1899 г.);
- более 1500 других статей и эссе по римскому праву, нумизматике, этнографии, хронологии, литературе и лингвистике.
- De origine actibusque Getarum

## Подготовка публикаций
- «Свод латинских надписей»;
- «Свод гражданского права»;
- «Кодекс Феодосия»;
- «Monumenta Germaniae Historica»;
- труды Отцов Церкви.

## Признание
За академические достижения Теодор Моммзен в 1868 году был награждён высшим прусским орденом «За заслуги в науке и искусстве».
В 1895 году награждён медалью британского Королевского нумизматического общества.
В 1902 году за труд «Римская история» (нем. Römische Geschichte) удостоен Нобелевской премии по литературе с формулировкой «величайшему существующему мастеру исторической литературы с особым упоминанием монументального труда „Римская история“». Моммзен стал одним из немногих авторов, получивших премию за документальную прозу, единственный её лауреат-историк. Оставался старейшим лауреатом Нобелевской премии по литературе до 2007 года, когда премию получила Дорис Лессинг.
Почётный гражданин Рима.

## Цитаты
- Когда человек не находит наслаждения в труде, то его честность становится уже просто вопросом более или менее счастливой случайности.